# Ksawery Masiuk
Ksawery Masiuk (17 december 2004) is een Poolse zwemmer.

## Carrière
Bij zijn internationale debuut, op de Europese kampioenschappen zwemmen 2020 in Boedapest, strandde Masiuk in de halve finales van de 50 meter rugslag en in de series van zowel de 100 als de 200 meter rugslag. Op de Europese kampioenschappen kortebaanzwemmen 2021 in Kazan eindigde hij als zesde op de 200 meter rugslag, daarnaast werd hij uitgeschakeld in de halve finales van de 50 meter rugslag en in de series van de 50 meter vrije slag, 100 meter rugslag en de 50 meter vlinderslag. Op de 4×50 meter vrije slag eindigde hij samen met Paweł Juraszek, Jakub Majerski en Mateusz Chowaniec op de vierde plaats, samen met Bartosz Skora, Krzysztof Chmielewski en Mateusz Chowaniec strandde hij in de series van de 4×50 meter wisselslag. Op de gemengde 4×50 meter wisselslag werd hij samen met Bartosz Skora, Paulina Peda en Kornelia Fiedkiewicz uitgeschakeld in de series.
Tijdens de wereldkampioenschappen zwemmen 2022 in Boedapest veroverde de Pool de bronzen medaille op de 50 meter rugslag, op de 100 meter rugslag eindigde hij op de zesde plaats. In Rome nam Masiuk deel aan de Europese kampioenschappen zwemmen 2022. Op dit toernooi eindigde hij als zesde op de 100 meter rugslag, daarnaast strandde hij in de series van de 50 meter rugslag. Samen met Kamil Sieradzki, Konrad Czerniak en Karol Ostrowski eindigde hij als zevende op de 4×100 meter vrije slag, op de 4×100 meter wisselslag eindigde hij samen met Dawid Wiekiera, Jakub Majerski en Karol Ostrowski op de vijfde plaats. 

## Internationale toernooien
| Jaar | Olympische Spelen                         | WK langebaan                              | WK kortebaan                              | EK langebaan                                                                | EK kortebaan |
| ---- | ----------------------------------------- | ----------------------------------------- | ----------------------------------------- | --------------------------------------------------------------------------- | --- |
| 2020 | Geen toernooien vanwege de coronapandemie | Geen toernooien vanwege de coronapandemie | Geen toernooien vanwege de coronapandemie | Geen toernooien vanwege de coronapandemie                                   | Geen toernooien vanwege de coronapandemie |
| 2021 | geen deelname                             |                                           | geen deelname                             | 13e 50m rugslag 31e 100m rugslag 28e 200m rugslag                           | 28e 50m vrije slag 14e 50m rugslag 20e 100m rugslag 6e 200m rugslag 23e 50m vlinderslag 4e 4×50m vrije slag 9e 4×50m wisselslag 12e 4×50m wisselslag gemengd |
| 2022 |                                           | 50m rugslag · 6e 100m rugslag             | 13-18 december                            | serie 50m rugslag 6e 100m rugslag 7e 4×100m vrije slag 5e 4×100m wisselslag | |

## Persoonlijke records
Bijgewerkt tot en met 2 september 2022
Kortebaan
| Afstand         | Tijd    | Datum            | Plaats    |
| --------------- | ------- | ---------------- | --------- |
| 100m vrije slag | 48,49   | 17 december 2021 | Oświęcim  |
| 200m vrije slag | 1.45,99 | 16 december 2021 | Oświęcim  |
| 50m rugslag     | 23,89   | 2 november 2021  | Kazan     |
| 100m rugslag    | 51,76   | 5 december 2021  | Bydgoszcz |
| 200m rugslag    | 1.52,86 | 7 november 2021  | Kazan     |

Langebaan
| Afstand         | Tijd    | Datum            | Plaats    |
| --------------- | ------- | ---------------- | --------- |
| 100m vrije slag | 49,41   | 14 augustus 2022 | Rome      |
| 200m vrije slag | 1.48,93 | 2 september 2022 | Lima      |
| 50m rugslag     | 24,44   | 2 september 2022 | Lima      |
| 100m rugslag    | 52,58   | 19 juni 2022     | Boedapest |
| 200m rugslag    | 1.56,62 | 8 juli 2022      | Otopeni   |